# Salangathelphusa brevicarinata
Salangathelphusa brevicarinata is een krabbensoort uit de familie van de Gecarcinucidae. De wetenschappelijke naam van de soort is voor het eerst geldig gepubliceerd in 1882 door F. Hilgendorf als Parathelphusa brevicarinata. Hij beschreef een exemplaar dat afkomstig was van het eiland Salanga (tegenwoordig Phuket) aan de westkust van Thailand. Het is een zoetwaterkrab die voorkomt op het Maleisisch schiereiland in het zuiden van Thailand en het noorden van Maleisië in een gebied van minder dan 2.000 km2.